# 근덕초등학교 마읍분교
근덕초등학교 마읍분교는 대한민국 강원도 삼척시 노곡면 중마읍리에 있었던 공립 초등학교이다.

## 학교 연혁
- 1936년 7월 1일 노곡공립보통학교 부설 마읍간이학교 개교(설립인가 4월 30일)
- 1943년 6월 23일 마읍공립국민학교로 승격
- 1948년 6월 5일 주지분교장 개교
- 1996년 3월 1일 마읍초등학교로 개칭
- 1992년 9월 1일 주지분교장 통폐합
- 1998년 9월 1일 동막초등학교 마읍분교로 격하 편입
- 1999년 9월 1일 근덕초등학교 마읍분교로 편입
- 2016년 2월 29일 폐교[1], 근덕초등학교로 통합